# Уласевич, Станислав Иванович
Станислав Иванович Уласевич (26 марта 1956) — белорусский футбольный тренер.

## Биография
С 1982 года работал детским тренером в гродненской СДЮСШОР № 6. В 1988 году (по другим данным, в 1990) вошёл в тренерский штаб команды мастеров «Химик» (Гродно), игравшей во второй лиге СССР. В начале 1992 года назначен главным тренером клуба, вскоре переименованного в «Неман». В сезоне 1992/93 под его руководством команда стала победителем Кубка Белоруссии, а в чемпионате страны дважды была близка к призовой тройке. Однако следующий сезон «Неман» начал неудачно — в Кубке Кубков уступил швейцарскому «Лугано» (0:5, 2:1), вылетел из Кубка Белоруссии, а в чемпионате проиграл несколько матчей на старте, и в сентябре 1993 года тренер был отправлен в отставку.
В середине 1990-х годов некоторое время работал главным тренером клуба первой лиги «Кардан Флайерс», однако покинул пост, когда руководители клуба решили отказаться от идеи выйти в высшую лигу. Затем много лет работал тренером и директором в ДЮСШ «Белкард».